# Foulou (Kaélé)
Foulou est une localité du Cameroun située dans le département du Mayo-Kani et la Région de l'Extrême-Nord, à proximité de la frontière avec le Tchad. Elle fait partie de la commune de Kaélé et du canton de Midjivin.

## Population
En 1970 la localité comptait 1 400 habitants, des Guiziga. À cette date un marché hebdomadaire s'y tenait le mercredi.
Lors du recensement de 2005, 2 604 personnes y ont été dénombrées.